# Железнодорожный моделизм
Железнодорожный моделизм — вид железнодорожного хобби, в котором можно выделить следующие направления: коллекционирование игрушечных или масштабных железнодорожных моделей и их аксессуаров (вокзалы, ж.д. пути, семафоры и т. п.); воссоздание в миниатюре исторических станций, железнодорожных линий и т. д. (любители этого направления зачастую ведут архивный поиск с целью точнейшей реконструкции определённого объекта); создание моделей локомотивов и вагонов; садовые и парковые модели железных дорог крупного масштаба, в том числе используемые в целях развлечения и отдыха для перевозки пассажиров на составах с управляемыми непосредственно локомотивами.

## Игрушечные и модельные железные дороги

### История
Считается, что железнодорожное моделирование появилось даже раньше железнодорожного транспорта: изобретатели паровоза Джордж Стефенсон и Ричард Тревитик сделали и испытали миниатюрные копии паровозов, прежде чем приступить к сборке настоящих машин. Первые игрушечные железные дороги появились во второй половине XIX века. В промышленных объёмах они стали выпускаться с 1891 года немецкой фирмой Märklin (в том числе их железная дорога была поставлена в императорскую семью Романовых в Зимний Дворец) , которая с течением времени и установила большинство масштабных стандартов железнодорожных моделей. В 1897 году американская фирма Carlisle & Finch выпустила первую электрическую железную дорогу.
До 1950-х годов особого различия между игрушечными железными дорогами и точными миниатюрными моделями не было: последние считались такими же игрушками. Однако к концу 1950-х годов интерес к железной дороге как игрушке стал падать, вызвав кризис во всей индустрии. Именно в это время железнодорожный моделизм начинает формироваться как серьёзное хобби, достигнув расцвета к середине 1970-х годов. Производители стали уделять внимание деталям вагонов, локомотивов, сопутствующим аксессуарам (зданиям, дорожной атрибутике).
К началу XXI века многие ведущие компании-производители железнодорожных моделей пришли в упадок и обанкротились; при этом индустрия насчитывает множество мелких фирм, специализирующихся на тех или иных моделях или аксессуарах.

### Возможности
Модельные железные дороги позволяют прокладывать пути всевозможных конфигураций. Новички могут начать с простейших наборов (железнодорожное кольцо и небольшой состав с локомотивом) и со временем дополнять новыми путями, вагонами, дорожными знаками, вокзалами и т. д.
Многие коллекционеры создают настоящие настольные ландшафты с холмами, туннелями, мостами, депо, улицами и железнодорожными развилками. Неслучайно поэтому многие производители игрушечных железных дорог продают соответствующие аксессуары (в том числе дома, деревья, траву и т. п.). Этой тематике также посвящены множество книг, а также специализированные журналы.

### Масштаб и типоразмер моделей
Для железнодорожных моделей определено (стандартами NEM и NMRA) некоторое множество типоразмеров. Наиболее распространённый из них – Н0: масштаб для моделей – 1:87 и ширина колеи – 16,5 мм. Другие распространённые типоразмеры приведены в таблице (согласно стандарту NEM 010):
| Масштаб                                           | Масштабный метр, мм                               | Обозначение                                       | Соответствующая ширина колеи прототипа, мм | Соответствующая ширина колеи прототипа, мм | Соответствующая ширина колеи прототипа, мм | Соответствующая ширина колеи прототипа, мм |
| Масштаб                                           | Масштабный метр, мм                               | Обозначение                                       | 1250—1700                                  | 850—1250                                   | 650—800                                    | 400—650                                    |
| ------------------------------------------------- | ------------------------------------------------- | ------------------------------------------------- | ------------------------------------------ | ------------------------------------------ | ------------------------------------------ | ------------------------------------------ |
| 1:220                                             | 4.5                                               | Z                                                 | 6.5                                        | —                                          | —                                          | —                                          |
| 1:160                                             | 6.3                                               | N                                                 | 9                                          | 6.5                                        | —                                          | —                                          |
| 1:120                                             | 8.3                                               | TT                                                | 12                                         | 9                                          | 6.5                                        | —                                          |
| 1:87                                              | 11.5                                              | H0                                                | 16.5                                       | 12                                         | 9                                          | 6.5                                        |
| 1:64                                              | 15.6                                              | S                                                 | 22.5                                       | 16.5                                       | 12                                         | 9                                          |
| 1:45                                              | 22.2                                              | 0                                                 | 32                                         | 22.5                                       | 16.5                                       | 12                                         |
| 1:32                                              | 31.3                                              | I или 1                                           | 45                                         | 32                                         | 22.5                                       | 16.5                                       |
| 1:24                                              | 41,7                                              | G                                                 | 60                                         | 42.3                                       | 30                                         | 22                                         |
| 1:22.5                                            | 44.4                                              | II или 2                                          | 64                                         | 45                                         | 32                                         | 22.5                                       |
| 1:16                                              | 62.5                                              | III или 3                                         | 89                                         | 64                                         | 45                                         | 32                                         |
| 1:11                                              | 90.9                                              | V или 5                                           | 127                                        | 89                                         | 64                                         | 45                                         |
| 1:8                                               | 125                                               | VII или 7                                         | 184                                        | 127                                        | 89                                         | 64                                         |
| 1:5.5                                             | 181.8                                             | X или 10                                          | 260                                        | 184                                        | 127                                        | 89                                         |
| Вспомогательный символ, добавляемый к обозначению | Вспомогательный символ, добавляемый к обозначению | Вспомогательный символ, добавляемый к обозначению | —                                          | m                                          | e                                          | i                                          |

Дополнительные буквенные обозначения даются узкоколейным моделям с шириной колеи прототипа менее 1250 мм (стандартной). 
- Размеры моделей относительно размеров человека
- 1:1
- 1:4 (Grand Scale)
- 1:8 (Live Steam)
- 1:24(G)
- 1:45(O)
- 1:64(S)
- 1:87(H0)
- 1:120(TT)
- 1:160(N)
- 1:220(Z)

### Производители

#### Австрия
- Kleinbahn[нем.]
- Roco
- Liliput[нем.]

#### Бельгия
- LS-Models

#### Бразилия
- Frateschi

#### Великобритания
- Dapol
- Graham Farish
- Hornby Railways
- Peco[англ.]

#### Германия
- Arnold[англ.]
- Auhagen
- Bemo
- Brawa
- BUB
- Busch
- Faller
- Fleischmann
- Gϋtzold
- Heki
- Heris
- Hobbytrain
- Jatt
- Kibri
- Kϋhn
- LGB
- Märklin
- Mamos
- Merten
- Noch
- PIKO
- Permot Hruska
- Preiser
- Rokal
- Sommerfeldt
- Temos
- Tillig
- Trix
- Vero VEB
- Viessmann
- Vollmer

#### Гонконг
- Kader

#### Дания
- Heljan

#### Испания
- Electrotren
- Ibertren
- Paya

#### Италия
- A.C.M.E.
- Lima
- Rivarossi
- VITrains
- Pocher
- Como.ge

#### Россия
- МодельХобби—Оренбург
- ТТ-Модель
- Евротрейн
- СвеТТофор

#### Словения
- Mehano

#### США
- Aristo-Craft
- Athearn
- Atlas Model Railroad
- Bachmann Industries
- Con-cor
- Life-Like
- Lionel
- MTH
- PCM
- Walthers
- Tyco

#### Франция
- Jouef[англ.]
- R.M.A./ C.P.M.R.
- Gerard TAB
- S.M.C.F.
- VB
- Hornby ACHO Meccano
- JEP
- MKD
- Mougel
- France Trains
- GeGe
- Train Rousseau

#### Швейцария
- Hag
- Fulgurex
- Metropolitan / Roxy

#### ЮАР
- Dream Trains

#### Япония
- 篠原 (Синохара)
- Kato

## Садовые железные дороги
Модельные железные дороги под открытым небом в большинстве случаев создаются индивидуально. Чем больше масштаб, тем наиболее детально модели повторяют прототип, вплоть до устройства двигателя. Из промышленно выпускаемых модельных железных дорог стандарт «G» получил наибольшее распространение для постройки под открытым небом (доминирующее положение на рынке данного стандарта принадлежит немецкой фирме LGB, которая его и разработала в 1968 году).